# 6e division d'infanterie (États-Unis)
Pour les articles homonymes, voir 6e division.
La 6e division d'infanterie américaine (anglais : 6th Infantry Division) de l'armée de terre des États-Unis, surnommée Red Star ou Sight Seein' Sixth, est une unité militaire d'infanterie. Elle est actuellement inactive.
Elle participa notamment à la Première Guerre mondiale, à la Seconde Guerre mondiale et à la guerre froide.